# 马文昭
马文昭（1886年5月31日—1965年12月31日），字筱乾，曾用英文名Ma Wen-chao，河北保定人，组织学家、医学教育家，中国科学院院士，第三届全国政协委员。
马文昭研究过线粒体和高尔基体与细胞分泌的关系，认为它们主要是磷脂构成的，在细胞分泌颗粒过程，磷脂在它们之间转化。它还研究过吗啡中毒、磷脂类对组织的作用，并且将理论推广于临床实践。毕生从事组织学教学工作，培养出大批专业人才，是中国组织学的奠基人。

## 生平
- 1886年5月31日出生于河北省保定市西关厢的一个农民家庭。
- 1905年，毕业于河北省通县潞河中学。
- 1910年，毕业于河北省通县协和书院。
- 1915年，毕业于北京协和医学堂。
- 1915～1916年，任北京协和医院住院医师。
- 1916～1918年，任山西汾阳医院医师。
- 1918～1919年，任河北省通县潞河医院医师。
- 1920年，在芝加哥大学研究线粒体和高尔基体，导师为R. R. Bensley。
- 1921～1940年，任北京协和医学院解剖学科助教、讲师、助教授。
- 1940～1942年，任北京协和医学院解剖学科襄教授。
- 1940～1941年，任美国圣路易华盛顿大学细胞学科客座教授。
- 1942～1945年，任北京大学医学院解剖学科教授。
- 1945～1953年，任北京大学医学院解剖学科主任、教授。
- 1946～1947年，任北京大学医学院院长。
- 1947年，任中国解剖学会常务理事、理事长。
- 1953～1965年，任北京医学院组织学胚胎学教研室主任、教授。
- 1956年，当选为中国科学院生物学地质学部委员会委员。
- 1965年12月13日，因患肺癌病逝于北京。[2][3][1]

## 研究
1919年，马文昭获得到解剖学科进修的机会。他在E.V. Cowdry的指导下努力学习组织学这门专业，第二年他就被选送到美国作为师资培养。Cowdry教授自愿担任他的导师。马文昭在Bensley和Cowdry两位导师的指导下，对线粒体和高尔基体与细胞分泌的关系的研究。他先使用Bensley的活体染色技术结合固定染色标本，研究了这两种细胞器在胰腺分泌颗粒和甲状腺滤泡胶体形成过程中的作用，之后又研究了两种细胞器的数量、形态和位置在脊神经节细胞、胃腺细胞、壁细胞、肾上腺髓质细胞等分泌物的形成过程中的作用。他还研究了两种细胞器在不同的生理和病理条件下的形态变化，肯定了对细胞分泌作用的关系，推断出两者均为细胞分泌作用中最主要的细胞结构。1928年，再度赴美芝加哥大学解剖学科进修一年，得出了两种细胞器是细胞新陈代谢主要的主要细胞器，并根据两者对固定液和染色剂的反应，推断两者的主要成分都是磷脂类。

## 爱好
中学时爱好体育，是潞河中学足球隊隊员。

## 主要著作
- Ma, Wen Chao. . The Anatomical Record. 1924, 27 (2): 47–60. ISSN 0003-276X. doi:10.1002/ar.1090270204.
- Ma, Wen-Chao. . American Journal of Anatomy. 1925, 35 (2): 199–221. ISSN 0002-9106. doi:10.1002/aja.1000350203.
- Lim, R. K. S.; W. C. Ma. . Quarterly Journal of Experimental Physiology. 1926, 16 (2): 87–110. ISSN 0370-2901. doi:10.1113/expphysiol.1926.sp000381.
- Ma WC. Further study of the development of the mammalian erythrocyte in bone marrow. Pek Nat Hist Bull, 1940～1941, 15 (2) :147～150.
- 马文昭，李肇特.磷脂类对于组织的作用.北京：人民卫生出版社，1963.